# Aljoša Žorga
Aljoša Žorga (Lubiana, 25 febbraio 1947) è un ex cestista jugoslavo.

## Carriera
Con la Jugoslavia ha disputato i Giochi olimpici di Città del Messico 1968, i Campionati mondiali del 1970 e due edizioni dei Campionati europei (1967, 1971).

## Palmarès
- YUBA liga: 1

AŠK Lubiana: 1969-70